# L'knef
L'knef est un plat traditionnel algérien.

## Origine
À la base ce mets, qui est né dans le Constantinois, était une technique de conservation grâce au sel, au poivre et au cumin. Aujourd'hui, avec l'électroménager, la conservation de la viande est permise à froid grâce au réfrigérateur, ce qui n'était pas le cas à l'époque.

## Description
Il s'agit d'un plat ancestral qui requiert une grande quantité d'ail, mais aussi l'indispensable trio de cumin, de sel et de poivre parfumant ainsi le gigot d'agneau. La sauce de ce plat peut être récupérée pour l'élaboration d'autres plats en sauce, tels les pâtes ou les légumes.

## Consommation
La viande du k'nef est parfois consommée à froid avec du msemmen ou des sfenj en encas.